# The Machines
The Machines was een Belgische popgroep die vooral in de jaren 80 succesvol was.

## Geschiedenis
The Machines waren afkomstig uit Gent. Zanger-gitarist Paul Despiegelaere was de frontman van de band. In 1980 brachten The Machines twee singles uit, waarvan er één (The Hustle) op het verzamelalbum Get Sprouts beland was, een door Marcel Vanthilt gemaakte compilatie van Belgische popnummers die door de bank ASLK verspreid werd. The Machines was een van de vele newwavebands die begin jaren 80 in België als paddenstoelen uit de grond schoten en de naam Belpop meekregen. De groep verwierf verdere bekendheid door deel te nemen aan de tweede editie van Humo's Rock Rally in 1980. In deze editie deden ook Red Zebra, The Employees, The Singles (met Ben Crabbé) en De Brassers mee. The Machines wonnen uiteindelijk de wedstrijd.
De grote doorbraak bij het publiek kwam er eind 1981 met de single Don't Be Cruel, een meer gepolijst lied dan hun eerste twee singles. Het debuutalbum A World of Machines uit 1982, waarvan de hoes verzorgd werd door Hergés rechterhand Bob De Moor, werd een groot succes. Yellow Lights en het fel door Yesterday van The Beatles beïnvloede (I See) the Lies in Your Eyes werden radiohits in Vlaanderen.
In 1983 volgde het album Dots & Dashes. Met een modernere sound scoorden The Machines opnieuw. Local Radio DJ leverde de groep opnieuw een radiohit op.
Daarna volgden enkele disputen met platenmaatschappij EMI. In 1984 trok deze zich terug uit de Belpopmarkt, zodat heel wat bands hun contract verloren. The Machines zouden nog een handvol singles en het album Jungle! (1989) uitbrengen bij een kleiner platenlabel, maar het grote succes bleef uit. Ten slotte ging de band uit elkaar: Paul Despiegelaere legde zich toe op productiewerk en Joris Angenon richtte eerst met Alain Tant (Luna Twist) het duo Onygo op, en ging daarna verder met The Dinky Toys.
In 2006 werd het nummer Take Me Away nog gebruikt op de soundtrack van de film Windkracht 10: Koksijde Rescue.
Op 7 september 2013 overleed Paul Despiegelaere na een lange ziekte.

## Discografie
Tijdens hun carrière brachten ze volgende singles en elpees uit:

### Singles
- Money in My Wallet (1980)
- Don't Be Cruel (1981)
- Frozen Faces (1981)
- (I See) The Lies in Your Eyes (1982)
- Yellow Lights (1982)
- I Miss You (1983)
- I Wish I Could Cry (1983)
- Local Radio DJ (1983)
- Ooh! I Love You (1983)
- Going Trough the Motion (1985)
- I Hear Music (1985)
- Love, Love, Love (1986)
- Take Me Away (1987)

### Albums
- A World of Machines (1982)
- Dots And Dashes (1983)
- Jungle (1989)